# Orchestra Filarmonica di Città del Messico
L'Orchestra Filarmonica di Città del Messico (Orquesta Filarmónica de la Ciudad de México) è un'orchestra di livello internazionale fondata e sottoscritta dal Governo nazionale del Messico. La sede principale è la Sala Silvestre Revueltas, presso il Centro Culturale Ollín Yoliztli (Centro Cultural Ollin Yoliztli) a Tlalpan, Città del Messico, che ha aperto nel 1979.

## Storia
L'Orchestra Filarmonica di Città del Messico è stata fondata nel 1978 dal Governo Nazionale del Messico su iniziativa di Carmen Romano, moglie dell'allora Presidente del Messico, José López Portillo. La Filarmonica era parte di un piano per rendere l'educazione artistica accessibile ai giovani. Il governo ha lanciato laboratori di musica classica e formato orchestre professionali, tra cui la Orchestra Filarmonica di Città del Messico. Fernando Lozano Rodríguez fu il direttore fondatore. Il nome della sede della Filarmonica, ollín yoliztli, significa "movimento di vita" o "forza vitale" in Náhuatl.

## Direttori, membri e solisti di rilievo
Tra i direttori ospiti figurano Leonard Bernstein, Eduardo Mata, ed Enrique Diemecke. Tra i solisti ospiti Martha Argerich, Narciso Yepes, Nicanor Zabaleta, Renata Scotto, Birgit Nilsson, Claudio Arrau, János Starker, Isaac Stern, Plácido Domingo e María Teresa Rodríguez. I direttori artistici sono nominati dal Segretario della Cultura di Città del Messico.

### Direttori artistici
- 1978–1982: Fernando Lozano Rodríguez
- 1983–1989: Enrique Bátiz Campbell, ha effettuato 19 registrazioni con la Filarmonica di Città del Messico, come direttore
- 1990–????: Luis Herrera de la Fuente
- 1998–2002: Jorge Mester
- Enrique Barrios
- 2013–2016: José Areán, nominato direttore artistico nel gennaio 2013[2]
- 2016–attuale: Scott Yoo, nominato direttore artistico e direttore principale, febbraio 2016[3]

### Direttori ospiti principali
- 2011–2013: José Areán, nominato Direttore Principale Ospite nel giugno 2011[4]

### Assistenti direttori d'orchestra
- 1980–1983: Enrique Diemecke (nato 1955)[5]

### Direttori d'orchestra associati
- 1998–2002: Carlos Miguel Prieto (nato 1965)[5]

### Musicisti
- 1978–1979: Jerome (Jerry) Ashby (1956–2007), corno francese; divenne il principale corno francese associato della New York Philharmonic nel 1979
- Morris T. Kainuma (nato 1959), tuba; nominato tuba principale nel 1980; attualmente freelance ed educatore nell'area di New York
- John Emmanuel Godoy (1959) fu nominato timpanista principale nel 1987. Durante il suo mandato, l'Orchestra Filarmonica di Città del Messico eseguì quattro concerti con il tenore Plácido Domingo, tra cui la registrazione della prima mondiale di Lalo Schifrin di Cantos Aztecas. Godoy in seguito si guadagnò la posizione di timpanista principale con la Corpus Christi Symphony sotto John Giordano. Nel 2011 fondò il gruppo da camera Lux Musicae e ne divenne il direttore artistico.

## Premi e plauso della critica

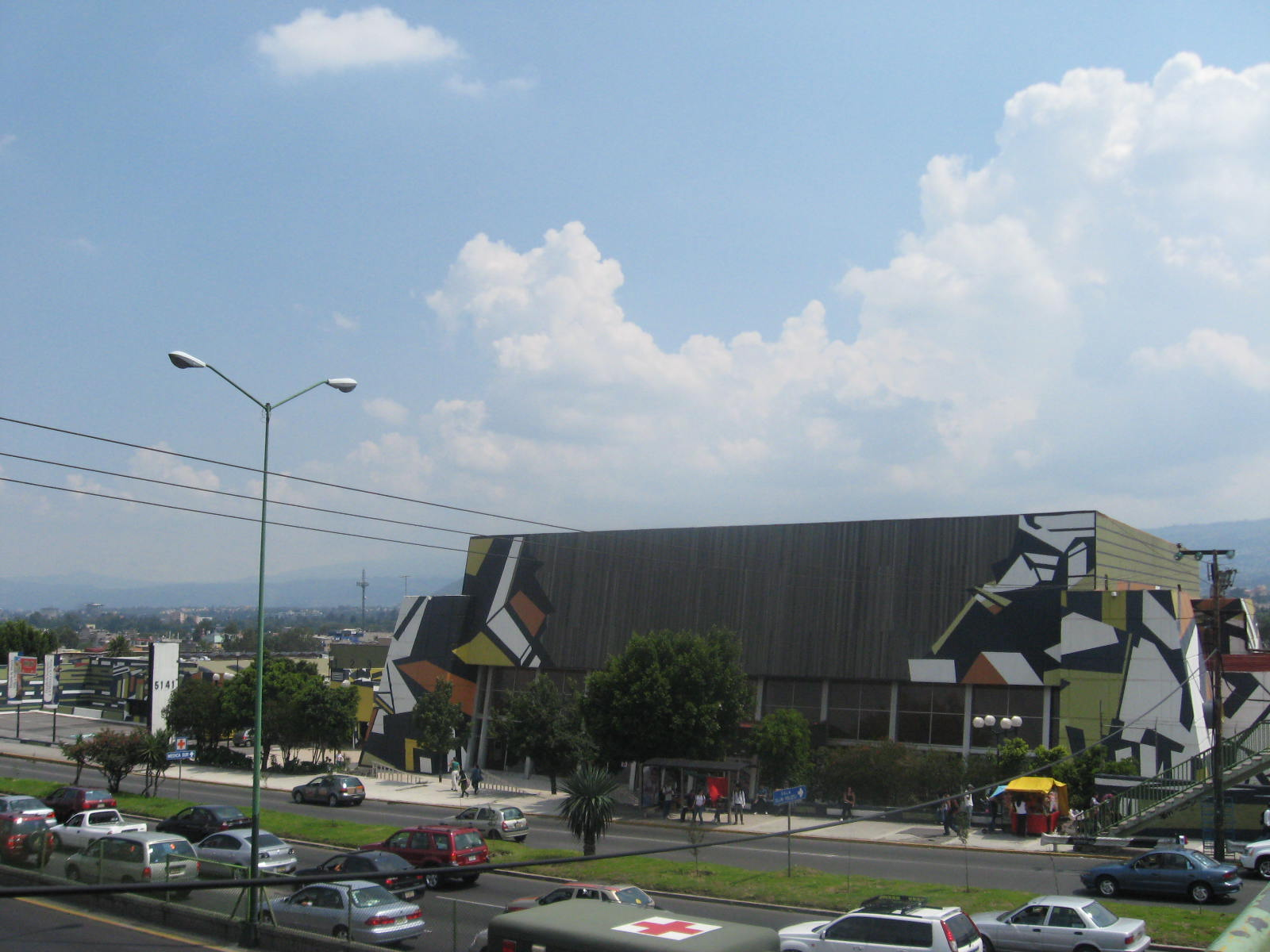
Centro Culturale Ollín Yoliztli

L'Orchestra Filarmonica di Città del Messico ha realizzato oltre un centinaio di registrazioni, la maggior parte delle quali sono opere di compositori messicani. La Filarmonica è considerata l'orchestra più prolifica quanto a registrazioni di musica di compositori messicani. Nel 1981 ha vinto il Gran Premio dell'Academie du Disque Francais per la registrazione di Balletti Messicani di Blas Galindo, José Pablo Moncayo e Carlos Chávez. Fernando Lozano Rodríguez era il direttore. La giuria stabilì che la Filarmonica era la migliore dell'America Latina.
Nel 2001 la Filarmonica di Città del Messico è stata nominata per la Migliore Registrazione Classica nei Latin Grammy Awards inaugurali. L'Unione Messicana e i Critici Teatrali della Filarmonica di Città del Messico l'hanno definita "La migliore orchestra del Messico, 2000".

## Discografia selezionata
- Opere di De Falla, Desto DC 7216 (1982); OCLC 24746534 – Fernando Lozano Rodríguez, direttore
- Classical Music of Mexico, Desto DC 7218 (1982); OCLC 16351742 – Fernando Lozano Rodríguez, direttore
- Musica di Revueltas, Desto DC 7215 (1982); OCLC 16351737 – Fernando Lozano Rodríguez, direttore
- Gabriel Fauré, Musical Heritage Society (1991); OCLC 23294557 – Registrato nel 1989 alla Sala Concerti Nezahualcóyotl, Città del Messico; Rodolfo Bonucci, violino (nipote del violoncellista italiano Arturo Bonucci (1894-1964); Viocheslav Ponomarev (1950–2009), violoncello; Enrique Bátiz, direttore

1. Concerto per violino e orchestra (registrazione in prima mondiale)
2. Berceuse, per violino e orchestra, Op. 16
3. Elegie, per violoncello e orchestra, Op. 24
4. Overture, da Masques et bergamasques, Op. 112
5. Nocturne, da Shylock, Op. 57
6. Pelléas et Mélisande: Suite, Op. 80

- Salute to Democracy, EMI Classics CDC 7 54539 2 (1992); OCLC 30429188 – Enrique Bátiz, direttore

1. Fanfare for the Common Man
2. Lincoln Portrait